# مسجد سلطان سلیمان
مسجد سلطان سلیمان (اوکراینی: Маріупольська мечеть) یک مکان مذهبی-عبادتی در شهر ماریوپول اوکراین که به افتخار سلیمان یکم پادشاه عثمانی ساخته شده است.

## تاریخچه
مسجد سلطان سلیمان در سال ۲۰۰۷ میلادی توسط تاجر ترکیه‌ای سیحان صالح مورد ساخت‌وساز قرار گرفت. الگوبرداری در ساخت این مسجد از روی مسجد سلیمانیه استانبول انجام گرفته است. در سال ۲۰۰۷ میلادی مسجد سلطان سلیمان مرکز فرهنگی مسلمانان ماریوپول نیز شد.

## نگارخانه

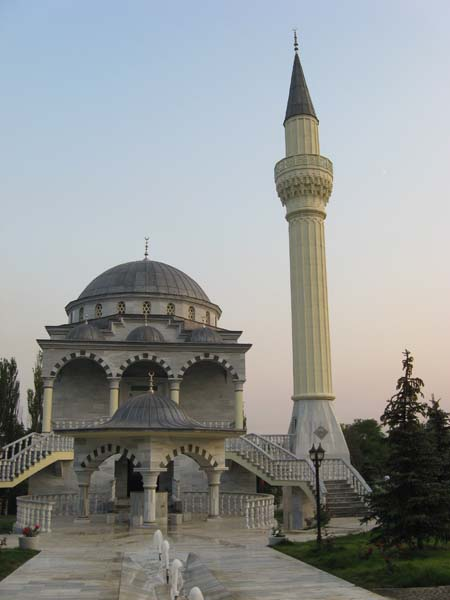
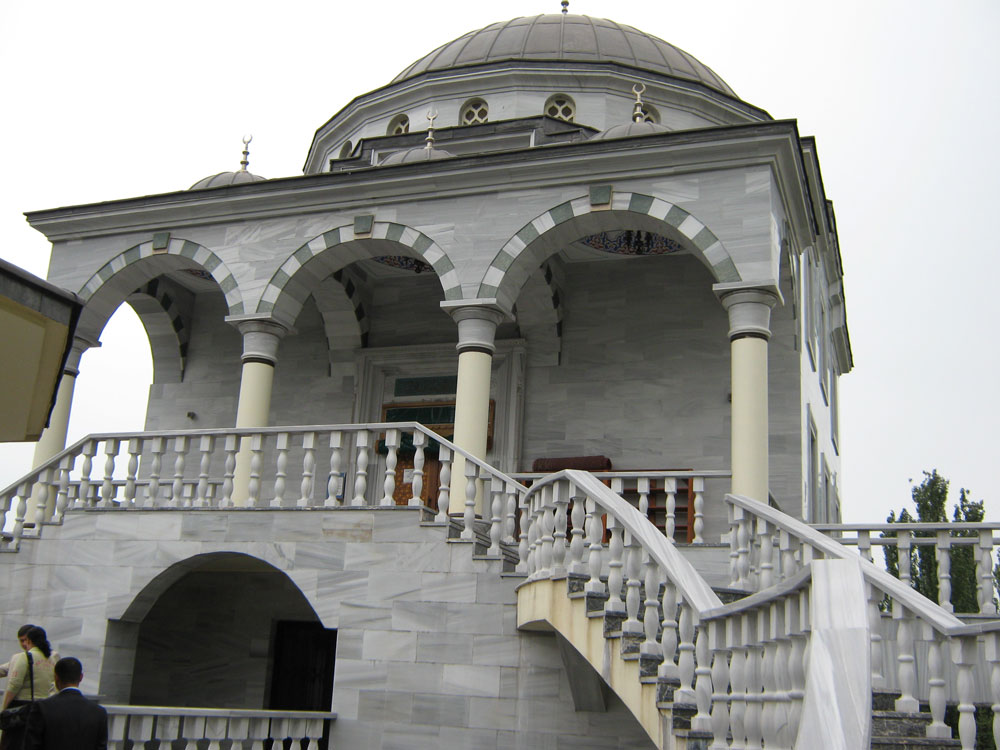
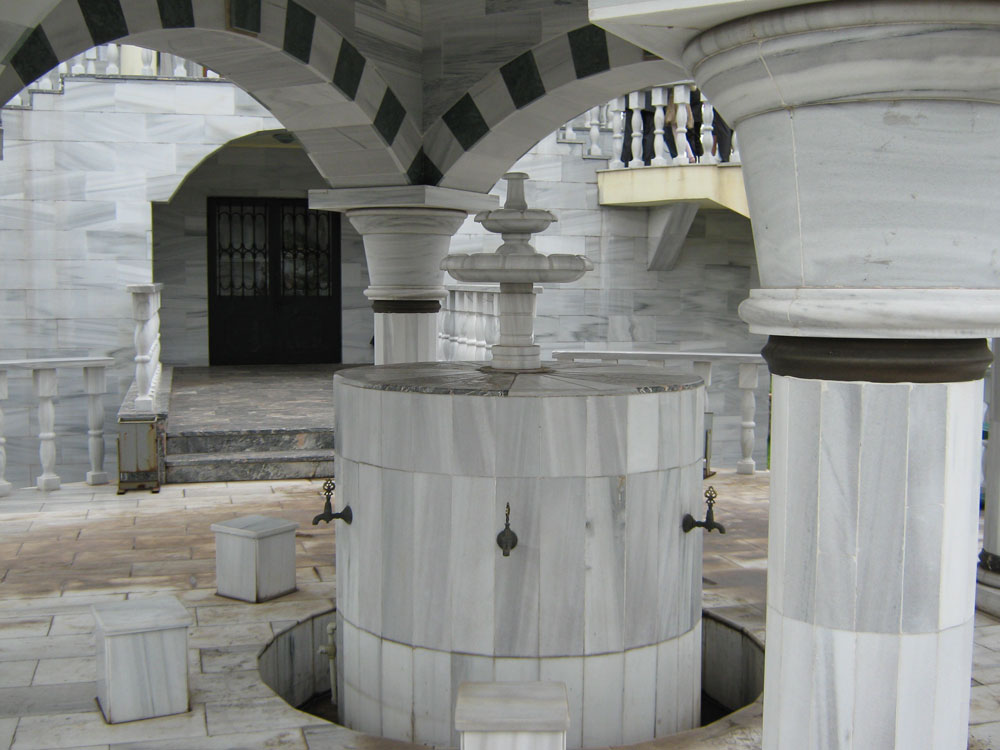